# Malleastrum schatzii
Malleastrum schatzii är en tvåhjärtbladig växtart som beskrevs av J.-f. Leroy & M. Lescot. Malleastrum schatzii ingår i släktet Malleastrum och familjen Meliaceae. Inga underarter finns listade i Catalogue of Life.